# Ufficio federale della cibersicurezza
L’Ufficio federale della cibersicurezza (in tedesco: Bundesamt für Cybersicherheit; in francese: Office fédéral de la cybersécurité; in romancio: Uffizi federal da la cybersegirezza), abbreviato UFCS, è l'agenzia pubblica svizzera che si occupa di cibersicurezza.
Funge da punto di contatto dello Stato per le questioni che riguardano la sicurezza cibernetica ed è responsabile per la definizione e l'implementazione della strategia nazionale per la cibersicurezza. In particolare, si occupa di tenere informato il pubblico sulle minacce cibernetiche, supporta i gestori di infrastrutture critiche nella difesa dai ciberattacchi e lavora per individuare ed eliminare le vurnerabilità cibernetiche in Svizzera.
È stato creato nel 2023 dalla conversione del precedente Centro nazionale per la cibersicurezza in un ufficio federale sotto il Dipartimento federale della difesa, della protezione della popolazione e dello sport.